# Chabria
Chabria es un género de escarabajos de la familia Chrysomelidae. El género fue descrito científicamente primero por Jacoby en 1887. Esta es una lista de especies perteneciente a este género:
- Chabria albicornis Medvedev, 2004
- Chabria aptera Medvedev, 1993
- Chabria bicoloripes Medvedev, 1996
- Chabria bistrimaculata Medvedev, 2005
- Chabria furthi Medvedev, 1996
- Chabria hieroglyphica Medvedev, 2001
- Chabria laysi Medvedev, 2002
- Chabria marginata Medvedev, 1993
- Chabria mimica Medvedev, 2002
- Chabria mindanaica Medvedev, 2001
- Chabria nigricornis Medvedev, 1996
- Chabria nigripennis Medvedev, 1993
- Chabria nigripes Medvedev, 1993
- Chabria obscura Medvedev, 2002
- Chabria pallida Medvedev, 1993
- Chabria panaica Medvedev, 1993
- Chabria pusilla Medvedev, 1996
- Chabria quinquemaculata Medvedev, 2002
- Chabria samarensis Medvedev, 1996
- Chabria satoi Medvedev, 1997
- Chabria schultzei Medvedev, 2005